# 2007-es Giro d’Italia
A 2007-es Giro d’Italia volt a 90. olasz kerékpáros körverseny. Május 12-én kezdődött és június 3-án ért véget. A végső győztes az olasz Danilo Di Luca lett.

## Végeredmény
|    | Versenyző         | Csapat                 | Idő            | UCI ProTour Pont |
| -- | ----------------- | ---------------------- | -------------- | ---------------- |
| 1  | Danilo Di Luca    | Liquigas               | 92 óra 59' 39" | 85               |
| 2  | Andy Schleck      | Team CSC               | +1' 55"        | 65               |
| 3  | Eddy Mazzoleni    | Astana Team            | +2' 25"        | 50               |
| 4  | Gilberto Simoni   | Saunier Duval-Prodir   | +3' 15"        | 45               |
| 5  | Damiano Cunego    | Lampre-Fondital        | +3' 49"        | 40               |
| 6  | Riccardo Riccò    | Saunier Duval-Prodir   | +7' 00"        | 35               |
| 7  | Evgeni Petrov     | Tinkoff Credit Systems | +8' 34"        | N/A              |
| 8  | Marzio Bruseghin  | Lampre-Fondital        | +10' 14"       | 26               |
| 9  | Franco Pellizotti | Liquigas               | +10' 44"       | 22               |
| 10 | David Arroyo      | Caisse d'Epargne       | +11' 58"       | 19               |